# Пулау-Теконг
Пулау-Теконг (або просто Теконг) — острів на північному сході Сінгапуру, біля кордону з Малайзією. Другий за розмірами острів країни, площею 24,43 км². Острів закритий для громадськості і використовується військовими.

## Історія
Вперше острів зображується на карті 1828 року. Назва Теконг перекладається як «перешкода», оскільки острів перекриває гирло річки Джохор. У 1956 році населення острова становили 4000 осіб, в основному малайці. Вони вирощували каучукові дерева, кокосові горіхи, тропічні фрукти, такі як дуріани, мангостини і рамбутани. Населення займалося також риболовлею, добуваючи різні види риб і креветок. На острові знаходилося кілька сіл. Згодом уряд Сінгапуру вирішив присвятити острів виключно для підготовки до військової служби. Всі чоловіки, починаючи з 18-річного віку, повинні проходити тут вишкіл. Останніх жителів виселили з острова у 1987 році. На острові побудували Центр базової військової підготовки та декілька навчальних військових таборів.

## Фауна
На острові Пулау-Теконг збереглися тропічні ліси, а болотисті береги річок поросли манговими деревами. Як і на інших островах тут величезна різноманітність птахів, рептилій і комах, особливо метеликів. На острові Теконг збереглися дикі свині, найбільші ссавці Сінгапуру. У 1990 році на острові стався цікавий випадок. На острові Пулау-Теконг несподівано були виявлені три слона. Невідомо, як вони там опинилися, очевидно, вони перепливли протоку Джохор, що відокремлює острів Текунг від Малайзії. Спільною рятувальною командою з Сінгапуру і Малайзії вдалося зловити цих слонів і відправити назад на батьківщину.